# 荒町停留場
荒町停留場（あらまちていりゅうじょう）は、富山県富山市荒町にある、富山地方鉄道富山軌道線本線の停留場である。駅番号はC10。
富山県道43号富山上滝立山線上の併用軌道に設置されている。国道41号との交差点付近にある。

## 歴史
- 1913年（大正2年）9月1日：富山電気軌道の木町停留場として開業[2]。
- 1920年（大正9年）7月1日：富山市に譲渡され、富山市営軌道の停留場となる[3]。
- 1943年（昭和18年）1月1日：路線譲渡により富山地方鉄道の停留場となる[4]。
- 1945年（昭和20年）8月2日：富山大空襲の戦災より休止[5]。
- 1946年（昭和21年）1月14日：南富山駅前 - 富山駅前間復旧に伴い営業再開[6]。
- 1965年（昭和40年）4月15日：荒町停留場に改称[2]。

## 停留場構造
相対式ホーム2面2線の地上駅。

## 停留場周辺
- ホテルα-1富山荒町
- 富山商工会議所
- ANAクラウンプラザホテル富山
- 富山城址公園（富山城・富山市郷土博物館）

かつてはダイワロイネットホテル富山（2004年（平成16年）4月開業）が近隣にあったが、同ホテルは2023年9月5日をもって営業を終了した。

## 隣の停留場
富山地方鉄道
富山軌道線（本線：1・2系統）
西町停留場 (C08) - 中町（西町北）停留場 (C09)（富山大学前・岩瀬浜方面のみ停車） - 荒町停留場 (C10) - 桜橋停留場 (C11)
富山軌道線（富山都心線：3系統）
中町（西町北）停留場 (C09) → 荒町停留場 (C10) → 桜橋停留場 (C11)